# Nescopeck, Pennsylvania
Nescopeck, Pennsylvania (енгл. Nescopeck) град је у америчкој савезној држави Пенсилванија.

## Демографија
По попису из 2010. године број становника је 1.583, што је 55 (3,6%) становника више него 2000. године.
| Група             | 2000.         | 2010.         |
| Белци             | 1.492 (97,6%) | 1.532 (96,8%) |
| Афроамериканци    | 8 (0,5%)      | 5 (0,3%)      |
| Азијати           | 3 (0,2%)      | 4 (0,3%)      |
| Хиспаноамериканци | 19 (1,2%)     | 35 (2,2%)     |
| Укупно            | 1.528         | 1.583         |